# Nikolai Petrowitsch Obolenski
Fürst Nikolai Petrowitsch Obolenski (russisch Николай Петрович Оболенский; * 1790; † 1847) war ein kaiserlich-russischer Offizier und Träger des Ordens Pour le Mérite.

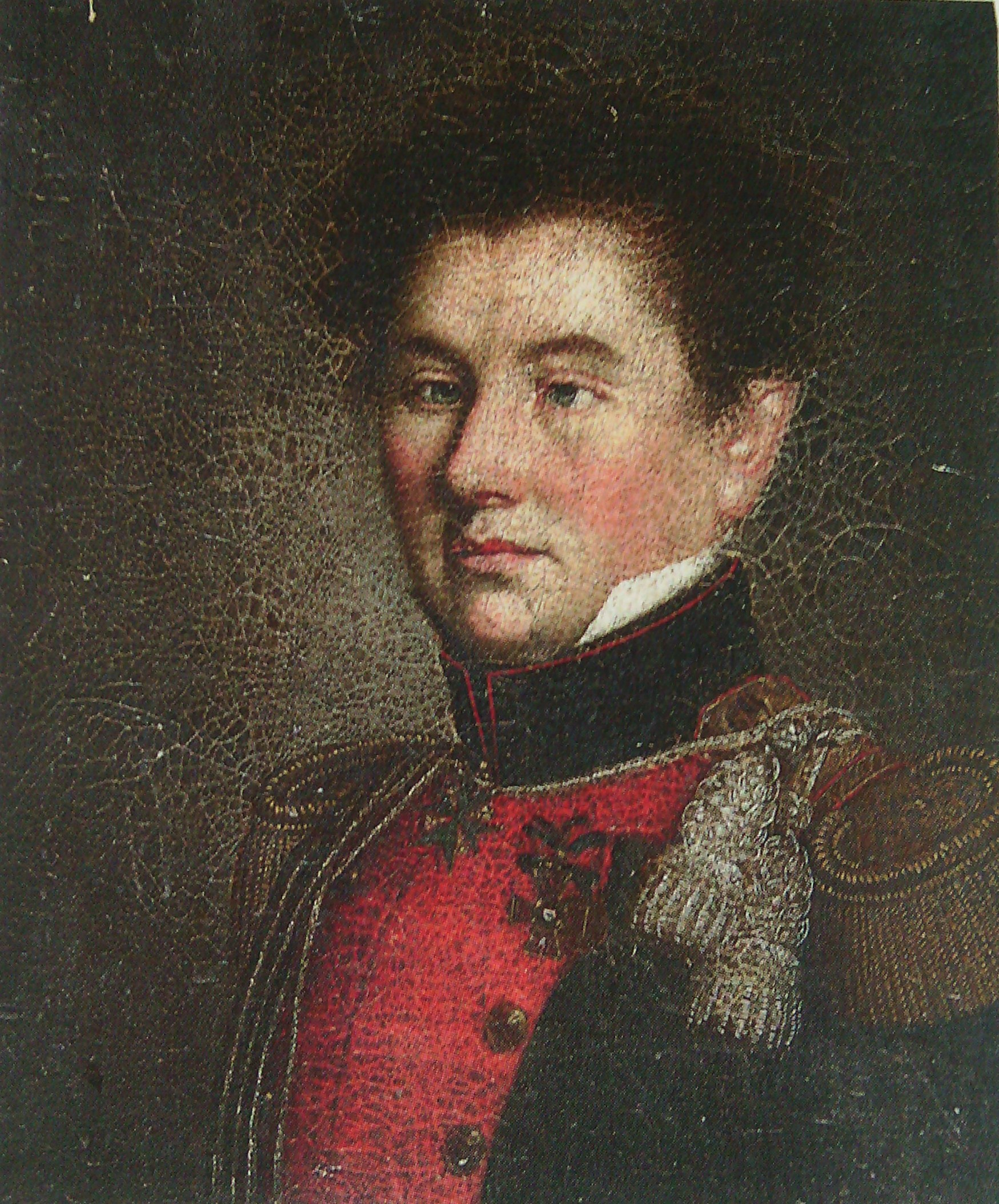
Nikolai Obolenski 1816/17

## Leben und Familienhintergrund
Nikolai Petrowitsch Obolenski gehörte zum Tschernigow-Zweig der weitverbreiteten Nachkommenschaft des Warägers Rurik, des Gründers des russischen Reiches und stammte, wie alle Obolenskis, von Michail Wsewolodowitsch, dem Fürsten von Tschernigow, ab. Er wurde 1790 als Sohn des Fürsten Peter Nikolajewitsch Obolenski, Kaiserl. russ. Wirklicher Staatsrat und später Gouverneur von Woronesch, und der Alexandra Tjuttschew geboren.
Sein jüngerer Bruder war der Gardeoffizier und Dekabrist Jewgeni Petrowitsch Obolenski.

## Militärische Karriere
Nikolai Petrowitsch Obolenski trat als Offiziersbewerber in die Kaiserlich Russische Armee ein. Er wurde, bei seiner Abstammung höchst ungewöhnlich, Pionieroffizier. Bei Ausbruch der Befreiungskriege war er Kapitän im 1. Pionier-Regiment und Adjutant des Generalleutnants Baron von Sacken. Dieser bat in einem Schreiben 26. Augustjul. / 7. September 1813greg. (dem Tag der für Preußen und Russen siegreichen Schlacht an der Katzbach über den französischen Marschall Jacques MacDonald) an General von Blücher, den Oberbefehlshaber der Schlesischen Armee der Verbündeten, Obolenski und andere russische Offiziere, dem König Friedrich Wilhelm III. für eine Auszeichnung vorzuschlagen. Wörtlich heißt es in diesem Schreiben: „… E.E.(=Euer Exellenz) beehre ich mich, ein Verzeichniß derjenigen Offiziers meines unterhabenden Armeekorps zu übersenden, für welche ich Beweise der Gnade S.M. des Königs von Preußen unterthänigst erbitte…“. In dieser Liste war auch sein Adjutant Obolenski enthalten. Friedrich Wilhelm III. erfüllte diesen Wunsch und verlieh Nikolai Petrowitsch Obolenski den Orden Pour le Mérite.
Obolenski diente weiter in der russischen Armee und erreichte den Dienstrang eines Oberstleutnants.
Er war mit Prinzessin Nathalie Wolkonsky verheiratet und hatte mit ihr einen Sohn.